# 萨姆特堡

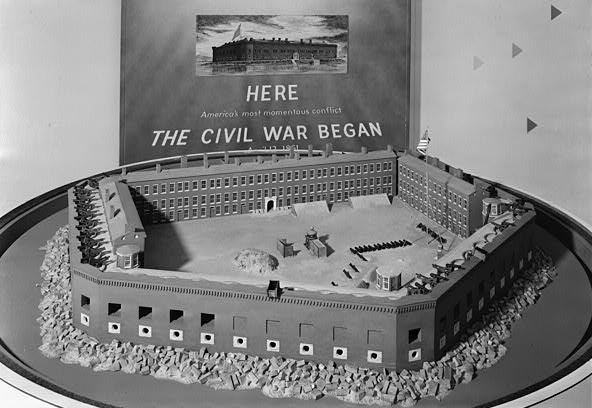
桑特堡模型

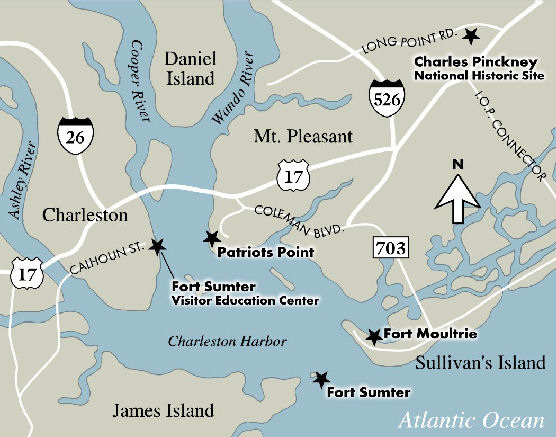
桑特堡附近地圖

萨姆特堡（英語：Fort Sumter）是位于美国南卡罗来纳州查尔斯顿港的一处石製防御工事，始建于1829年，以美国独立战争英雄托马斯·萨姆特将军的姓来命名。
1861年4月12日，萨姆特堡遭到南军炮轰，称为萨姆特堡战役。随后，美国总统亚伯拉罕·林肯对南方宣战，南北战争爆发。